# Brouilles et Embrouilles
Pour les articles homonymes, voir A Fool and His Money.
Pour plus de détails, voir Fiche technique et Distribution.
Brouilles et Embrouilles (titre original : A Fool and His Money), ou Religion, Inc. ou Brouille$ et Embrouille$, est un film américano-canadien réalisé par Daniel Adams sorti en 1989. Il met en scène Sandra Bullock, Jonathan Penner, George Plimpton et Maggie Wagner.

## Fiche technique
- Titre original : A Fool and His Money
- Titre français : Brouilles et Embrouilles
- Autres titres : Religion, Inc., Brouille$ et Embrouille$
- Réalisation : Daniel Adams
- Scénario : Daniel Adams, Michael Mailer
- Photographie :  John Drake
- Montage :  Thomas R. Rondinella
- Musique :  Kip Martin
- Direction artistique :  [[]]
- Décors :  Paola Ridolfi
- Costumes :  Paola Ridolfi
- Producteurs : Hank Blumenthal, Simon Brook, Bill Snowden
- Producteurs exécutifs : Daniel Adams, Michael Mailer, Emanuel Goldberg , Laury Pense
- Sociétés de production :  Vidmark/Trimark, Lionsgate
- Pays d'origine :  États-Unis |  Canada
- Langue : Anglais américain
- Genre : Comédie dramatique
- Durée : 81 minutes
- Dates de sortie :
  -  septembre 1989 (Festival du film de Boston)
  -  1er novembre 2000 (DVD et VHS)
- Classification : 
  -  France : tous publics

## Distribution
Note : Le doublage français a été effectué en 2000 pour la sortie en vidéo.
- Jonathan Penner (VF : Tony Joudrier) : Morris Codman
- Gerald Orange : Ian Clarity
- Sandra Bullock (VF : Céline Mauge) : Debby Cosgrove
- George Plimpton : Dieu
- Wendy Adams : Peggy
- Chuck Pfeiffer (VF : Frédéric Cerdal) : Brendan Collins
- Earl Hagan Jr. (VF : Vincent Ropion) : Rev. Billy Bob McElroy
- Michael Mandell : Joe French
- Jaffe Cohen (VF : Patrick Béthune) : Herman Whipple
- Maggie Wagner (VF : Hélène Bizot) : Sam
- Marcia Amron : Mrs. Codman
- William Hill (VF : Patrick Béthune) : Lucas
- Jerzy Kosinski : Beggar